# Ali Abu Eshrein
Ali Abdallah Abu Eshrein, född 6 december 1989, är en sudanesisk fotbollsmålvakt som spelar för Al-Hilal Club och Sudans herrlandslag i fotboll. Han fick sin landslagsdebut i VM-kvalspelet på bortaplan mot Tchad den 5 september 2019 i en match som Sudan vann med 1-3.
I arabiska mästerskapet 2021 i Qatar där Sudan hamnade på sista och 16:e plats, avgjorde Abu Eshrein den sista gruppspelsmatchen mot Libanon med ett självmål.